# Brixia antsalovensis
Brixia antsalovensis är en insektsart som beskrevs av Synave 1965. Brixia antsalovensis ingår i släktet Brixia och familjen kilstritar. Inga underarter finns listade i Catalogue of Life.